# 익새류
익새류(翼鰓類)는 익새강에 속하는 반삭동물의 총칭이다. 고생대를 대표하는 필석이 이 분류군에 속한다. 3속에 약 30여 종의 현생종이 알려져 있다.

## 특징
몸길이가 7mm를 넘지 않으며, 독립적으로 생활하는 것, 나뭇가지 모양의 군체를 이루는 것, 여러 개체가 가지나누기를 한 한천질 관 속에 집합하여 생활하는 것 등이 있다. 이 종류는 의보충의 입술이 머리 모양으로 변화한 것으로서, 동정 부분의 등쪽에 촉수에 둘러싸인 여러 개의 촉수관이 팔처럼 뻗어나와 있다. 한편, 인두의 옆쪽에는 두 개의 아가미구멍 또는 섬모구가 있는데, 실제로는 촉수가 호흡 작용을 담당하고 있으므로 이들은 흔적으로 남아 있을 뿐이다. 몸통 부분이 짧고 창자는 앞쪽으로 향하며, 항문은 입과 거의 같은 위치의 등쪽에 열려 있다. 몸통 부분에는 일부가 늘어난 기다란 자루가 있는데, 군체를 이루는 종류에서는 이것이 개체들을 연결시켜주는 역할을 하며, 독립적으로 생활하는 종류에서는 물체를 감아 몸을 부착시켜주는 역할을 한다.

## 분류
- 두반충목 (頭盤蟲目, Cephalodiscida)
  - 무관충과 (無管蟲科, Atubaridae)
    - 무관충속 (Atubaria) - 주름무관충(Atubaria heterolopha)

  - 두반충과 (Cephalodiscidae)
    - 두반충속 (Cephalodiscus)
- 필석아강 (筆石亞綱, Graptolithina)
  - 간벽충과 (Rhabdopleuridae)
    - 간벽충속 (Rhabdopleura)